# Faith (Hurts)
Faith è il quinto album in studio del gruppo musicale britannico Hurts, pubblicato il 4 settembre 2020 dalla Lento Records.

## Descrizione
L'album è la prima pubblicazione del gruppo a distanza di tre anni dal precedente Desire. Il titolo dell'album è stato scelto sin dall'inizio e diventato perfetto grazie alle direzioni stilistiche che i brani stavano prendendo in fase di composizione e registrazione:

## Promozione
Agli inizi di maggio 2020 il duo ha invitato i propri fan a seguirli nel proprio canale Telegram al fine di inviare loro materiale inerente all'album, rivelando l'11 dello stesso mese il primo singolo Voices, quest'ultimo pubblicato quattro giorni più tardi. Il brano, che rappresenta la traccia d'apertura del disco, è stato accompagnato nello stesso giorno da un lyric video, mentre il 28 maggio è stato reso disponibile un'esibizione dello stesso su IGTV.
Il 24 giugno, contemporaneamente all'annuncio dell'album, gli Hurts hanno pubblicato il secondo singolo Suffer. Il 16 luglio seguente è stata la volta di Redemption e del relativo video musicale, mentre il 30 di tale mese è invece uscito Somebody, anch'esso accompagnato da un video. Il 7 settembre è stato presentato il video di All I Have to Give, quinta traccia dell'album.

## Tracce
1. Voices – 3:09
2. Suffer – 4:27
3. Fractured – 2:59
4. Slave to Your Love – 5:24
5. All I Have to Give – 3:52
6. Liar – 3:49
7. Somebody – 3:01
8. Numb – 4:05
9. Redemption – 4:18
10. White Horses – 5:17
11. Darkest Hour – 4:24

Contenuto bonus nell'edizione box set
- 7"

1. Voices – 3:09

- 7"

1. Suffer – 4:27

- 7"

1. Slave to Your Life – 5:24

## Classifiche
| Classifica (2020) | Posizione massima |
| ----------------- | ----------------- |
| Austria           | 8                 |
| Belgio (Fiandre)  | 138               |
| Germania          | 9                 |
| Paesi Bassi       | 59                |
| Polonia           | 15                |
| Regno Unito       | 21                |
| Repubblica Ceca   | 15                |
| Svizzera          | 10                |